# Leuciscus oxyrrhis
Espèce
La Vandoise au long-museau (Leuciscus oxyrrhis) est une espèce de poissons de la famille des Cyprinidae. On la trouve dans la Garonne en France.
Cette espèce est protégée sur l'ensemble du territoire français.